# Issa Kabore
Issa Kaboré (Bobo-Dioulasso, 12 mei 2001) is een Burkinees professioneel voetballer die doorgaans als verdediger speelt. Hij verruilde KV Mechelen in juli 2020 voor Manchester City. Kaboré debuteerde in 2019 in het Burkinees voetbalelftal.

## Clubcarrière
Kaboré speelde in zijn geboorteland voor Rahimo FC tot KV Mechelen hem in augustus 2019 naar België haalde. Hij speelde in februari zijn eerste wedstrijden in de Eerste klasse. Daarna verdween hij tot het (vanwege de coronapandemie voortijdige) einde van het seizoen niet meer uit de basiself van trainer Wouter Vrancken. In zijn tweede wedstrijd, tegen RSC Anderlecht, oogstte hij lof door tegenstander Jérémy Doku uit de wedstrijd te houden. Die kreeg uiteindelijk rood na een overtreding op Kaboré.
Na vijf wedstrijden voor KV Mechelen tekende Kaboré in juli 2020 bij Manchester City. Dat verhuurde hem daarna meteen nog een jaar aan de Belgische club. Daarna volgden huurperiodes van ieder een jaar bij Troyes AC en Olympique Marseille. Waar hij bij Troyes voornamelijk als basisspeler diende, was hij bij Marseille hoofdzakelijk invaller. Kaboré maakte op 29 oktober 2022 zijn eerste doelpunt in het betaald voetbal. Hij zette Marseille toen op 0–2 in een competitiewedstrijd uit bij Strasbourg (eindstand 2–2). City verhuurde Kaboré in juli 2023 voor de vierde keer, deze keer aan het net naar de Premier League gepromoveerde Luton Town.

## Clubstatistieken
| Seizoen         | Club                     | Competitie      | Competitie | Competitie | Play-offs | Play-offs | Beker | Beker | Europa | Europa | Totaal | Totaal |
| Seizoen         | Club                     | Competitie      | Wed.       | Dlp.       | Wed.      | Dlp.      | Wed.  | Dlp.  | Wed.   | Dlp.   | Wed.   | Dlp.   |
| --------------- | ------------------------ | --------------- | ---------- | ---------- | --------- | --------- | ----- | ----- | ------ | ------ | ------ | ------ |
| 2019/20         | KV Mechelen              | Eerste klasse A | 5          | 0          | 0         | 0         | —     | —     | 0      | 0      | 5      | 0      |
| 2020/21         | Manchester City          | Premier League  | 0          | 0          | 0         | 0         | 0     | 0     | 0      | 0      | 0      | 0      |
| 2020/21         | → KV Mechelen            | Eerste klasse A | 23         | 0          | 4         | 0         | 2     | 0     | —      | —      | 29     | 0      |
| 2021/22         | → Troyes AC              | Ligue 1         | 30         | 0          | —         | —         | 1     | 0     | —      | —      | 31     | 0      |
| 2022/23         | → Olympique de Marseille | Ligue 1         | 22         | 1          | —         | —         | 3     | 0     | 4      | 0      | 29     | 1      |
| 2023/24         | → Luton Town             | Premier League  | 24         | 0          | —         | —         | 2     | 0     | —      | —      | 26     | 0      |
| 2024/25         | → SL Benfica             | Primeira Liga   | 10         | 0          | —         | —         | 2     | 0     | 2      | 0      | 14     | 0      |
| Carrière totaal | Carrière totaal          | Carrière totaal | 114        | 1          | 4         | 0         | 10    | 0     | 6      | 0      | 134    | 1      |

## Interlandcarrière
Kaboré debuteerde op 9 juni 2019 in het Burkinees voetbalelftal. Bondscoach Paulo Duarte liet hem toen in de 79e minuut invallen voor Eric Traoré tijdens een oefeninterland tegen Congo-Kinshasa (0–0). Hij behoorde daarna regelmatig tot de nationale selectie en speelde verschillende oefeninterland en kwalificatiewedstrijden voor zowel het Afrikaans- als het wereldkampioenschap. Bondscoach Kamou Malo nam Kaboré mee naar het Afrikaans voetbal 2021. Tijdens dit toernooi was hij basisspeler in alle zeven wedstrijden die zijn team speelde.
1 Trubin ·
3 Carreras ·
4 Silva ·
6 Bah ·
7 Amdouni ·
8 Aursnes ·
9 Cabral ·
10 Kökçü ·
11 Di María ·
14 Pavlidis ·
16 Neto ·
17 Aktürkoğlu ·
18 Barreiro ·
20 Mário ·
21 Schjelderup ·
23 Meïté ·
24 Soares ·
25 Prestianni ·
28 Kaboré ·
30 Otamendi ·
32 Benjamín Rollheiser ·
36 Leonardo ·
37 Beste ·
44 Araújo ·
47 Gouveia ·
61 Luís ·
81 Bajrami ·
84 Rêgo ·
85 Sanches ·
Coach: Lage